# برودریک (کالیفرنیا)
برودریک (به انگلیسی: Broderick) یک منطقهٔ مسکونی در ایالات متحده آمریکا است که در شهرستان یولو، کالیفرنیا واقع شده‌است. برودریک ۷ متر بالاتر از سطح دریا واقع شده‌است.